# Insara elegans
Insara elegans är en insektsart som först beskrevs av Scudder, S.H. 1901.  Insara elegans ingår i släktet Insara och familjen vårtbitare.

## Underarter
Arten delas in i följande underarter:
- I. e. consuetipes
- I. e. elegans
- I. e. maculata